# Milton Hinton
Pour les articles homonymes, voir Hinton.
Milt Hinton, de son vrai nom Milton John Hinton, né le 23 juin 1910 à Vicksburg dans le Mississippi et mort le 19 décembre 2000 dans le Queens à New York, est un contrebassiste de jazz américain.

## Discographie

### En tant que leader
- 1955: Milt Hinton, Bethlehem Records
- 1955: Basses Loaded
- 1955: Milt Hinton Quartet, Bethlehem Records
- 1956	: The Rhythm Section, Epic Records
- 1975: Here Swings the Judge	 	Progressive
- 1977: The Trio, Chiaroscuro Records
- 1984: Back to Bass-ics, Progressive
- 1984: The Judge's Decision, Exposure
- 1990: Old Man Time	, Chiaroscuro
- 1994: The Trio: 1994	, Chiaroscuro
- 1994: Laughing at Life

### En tant que sideman
- 1955 : Bobby Scott : The Compositions of Bobby Scott, Bethlehem Records BCP-8
- 1956 : Hal Schaefer : Hal Schaefer, The RCA Victor Jazz Workshop, RCA Victor Records LPM-1199
- 1955 : Hal McKusick : Hal McKusick Quartet, Bethlehem Records BCP-16
- 1956 : Hal McKusick : In a Twentieth-Century Drawing Room, RCA Records LPM-1164

Avec Al Cohn et Zoot Sims
- From A to... Z (RCA Victor, 1957)

Avec John Benson Brooks
- Alabama Concerto (Riverside, 1958) – avec Cannonball Adderley

Avec Kenny Burrell
- Blue Bash! (Verve, 1963) – avec Jimmy Smith

Avec Curtis Fuller
- Images of Curtis Fuller (Savoy, 1960)
- Cabin in the Sky (Impulse!, 1962)

Avec Dizzy Gillespie
- The Complete RCA Victor Recordings (Bluebird, 1937-1949, [1995])

Avec Lionel Hampton
- You Better Know It!!! (Impulse!, 1965)

Avec Langston Hughes
- Weary Blues (MGM, 1958)

Avec Milt Jackson
- The Ballad Artistry of Milt Jackson (Atlantic, 1959)

Avec Willis Jackson
- Cool "Gator" (Prestige, 1960)
- Blue Gator (Prestige, 1960)
- Cookin' Sherry (Prestige, 1960)
- Together Again! (Prestige, 1960 [1965]) - avec Jack McDuff
- Together Again, Again (Prestige, 1960 [1966]) - avec Jack McDuff

Avec Elvin Jones
- Time Capsule (Vanguard, 1977)

Avec Mundell Lowe
- New Music of Alec Wilder (Riverside, 1956)

Avec Johnny Lytle
- Got That Feeling! (Riverside, 1963)

Avec Helen Merrill
- Helen Merrill with Strings (EmArcy, 1955)
- Merrill at Midnight (EmArcy, 1957)

Avec Charles Mingus
- The Complete Town Hall Concert (Blue Note, 1962 [1994])
- Charles Mingus and Friends in Concert (Columbia, 1972)

Avec Ike Quebec
- Heavy Soul (Blue Note, 1961)
- It Might as Well Be Spring (Blue Note 1961)
- Easy Living (Blue Note, 1962)

Avec Sonny Stitt
- Broadway Soul (Colpix, 1965)
- The Matadors Meet the Bull (Roulette, 1965)
- I Keep Comin' Back! (Roulette, 1966)

Avec Ralph Sutton and Ruby Braff
- Remembered (Arbors Records)

Avec Sylvia Syms
- Sylvia Is! (Prestige, 1965)

Avec Clark Terry
- The Happy Horns of Clark Terry (Impulse!, 1964)

Avec Ben Webster
- The Soul of Ben Webster (Verve, 1958)